# Народы Бутана
В Бутане проживают многочисленные этнические группы, но народ Нгалоп, говорящий на языке Дзонг-кэ, составляет большую часть населения Бутана. Жители Бутана представлены четырьмя основными этническими группами: политически и культурно доминирующие Нгалопы в западном и северном Бутане; Шарчоб в восточном Бутане; Лхоцампа, сосредоточенные в южном Бутане; и бутанские племена, живущие в деревнях, разбросанных по всей территории страны.

## Нгалоп
Нгалоп (согласно народной этимологии, означает «самый ранний переселенец» или «первый обратившийся») — народ тибетского происхождения, который мигрировал в Бутан еще в девятом веке. По этой причине в литературе их часто называют «Бхоте» (люди из Бхутии/Бхотии или Тибета). Нгалоп привнесли в Бутан тибетскую культуру и буддизм и были доминирующим политическим и культурным фактором в современном Бутане. Их язык, Дзонг-кэ, является национальным языком и происходит от Древнетибетского. Нгалоп преобладают в западном и северном Бутане, включая Тхимпху и регионы, где говорят на Дзонг-кэ. Термин «Нгалоп» может включать в себя несколько родственных языковых и культурных групп, таких как народ Кхенг и народ Бумтанг.

## Шарчоб
Шарчоб (что означает «восточный человек») — это население смешанного тибетского, южноазиатского и юго-восточноазиатского происхождения, которое в основном проживает в восточных районах Бутана. Ван Дрим (1993) указывает, что Шарчоб и близкородственные коренные жители Монпа (Менба) являются потомками многочисленного этноса Бутана и основного дотибетского (до-Дзонг-кэ) народа этой страны. Шарчоб составляют большую часть населения восточного Бутана. Хотя долгое время Шарчоб были самой большой отдельной этнической группой в Бутане, они в значительной степени ассимилировались в тибетско-нгалопской культуре. Большинство из народа Шарчоб говорят на Цангла, тибето-бирманском языке. Из-за близости к Индии некоторые говорят на Ассамском или Хинди. Они традиционно практикуют подсечно-огневое и тшери земледелие, сажая сухой рис в течение трех-четырех лет, пока почва не истощится, а затем переходят на другие культуры, однако эта практика была официально запрещена с 1969 года.

## Лхоцампа
Лхоцампа обычно относят к индийским народам. Однако это чрезмерное упрощение, поскольку многие группы, к которым относятся Таманги и Гурунги, в основном буддисты; группы Киранти, к которым относятся Раи и Лимбу, в основном анимисты, последователи Мундхума (последние группы в основном проживают в восточном Бутане). Их главные праздники включают в себя Дашайн и Тихар.
Традиционно Лхоцампа занимались в основном оседлым сельским хозяйством, хотя некоторые из них расчищали лесные массивы и занимались земледелием цери. В 1980-х и начале 1990-х годов наиболее острым вопросом в Бутане было размещение непальского индуистского меньшинства. Правительство пыталось ограничить иммиграцию и ограничить проживание и трудоустройство Непальцев южным регионом. Меры либерализации в 1970-х и 1980-х годах поощряли межнациональные браки и предоставляли все больше возможностей для государственной службы. Была разрешена миграция Непальцев в страну, стремящихся получить более качественное образование и возможности для ведения бизнеса. Однако в конце 1980-х и в 1990-х годах до 107 000 Лхоцампа бежали из Бутана в Непал, опасаясь преследований.

## Коренные и племенные группы
Малочисленные коренные племенные народы живут в разрозненных деревнях по всему Бутану. Некоторые из них в культурном и языковом отношении являются частью населения Западной Бенгалии или Ассама и восприняли индуистскую систему эндогамных групп, ранжированных по иерархии, и практикуют мокрое и сухое рисовое земледелие. К ним относятся племена Брокпа, Лепча и Лхоп, а также потомки рабов, которые были привезены в Бутан из подобных племенных районов Индии. Общины бывших рабов, как правило, располагаются вблизи традиционных населенных пунктов, поскольку именно там их заставляли служить государству. Считается, что некоторые из них, такие как Монпа Черной горы, представляют коренное население Бутана, а некоторые, такие как Брокпа, вероятно, изначально мигрировали из Тибета. Согласно официальной статистике Бутана, в конце 1980-х годов Нгалоп, Шарчоб и племенные группы вместе составляли до 72 процентов населения страны.

## Тибетцы
В Бутане также проживает значительное количество современных тибетских беженцев, хотя в стране нет тибетских общин или деревень. В 1987 году общая численность тибетского населения составляла 10 000 человек. Основной приток 6 000 человек произошел в 1959 году в результате Тибетское восстание 1959 года. Тибетские экспатрианты лишь частично интегрировались в бутанское общество. В период, когда король заболел, возникла проблема: было не понятно, кто будет наследовать и продолжать монархическую династию: сын тибетской королевы или бутанской королевы. Когда возник конфликт, король тайно отправил свою тибетскую жену и ее семью в Индию. Однако тибетцам в Бутане пришлось страдать от последствий. Некоторых тибетцев тайно забрали из их дома и отправили в тюрьму. Многие из этих людей умерли в тюрьме, а некоторые были отправлены в глухие места на многие годы. Тибетская общественность в Бутане узнала об этом только позже. Поэтому тибетцы в Бутане попросили отправить их в Индию, где находился их духовный лидер. Посчитав, что тибетцы не верны государству, правительство в 1979 году приняло решение выслать в Индию тех, кто отказался от проживания в стране.